# Apogonia villigera
Apogonia villigera är en skalbaggsart som beskrevs av Moser 1919. Apogonia villigera ingår i släktet Apogonia och familjen Melolonthidae. Inga underarter finns listade i Catalogue of Life.